# Baltasound
Baltasound (Oudnoords: Baltey - "Eiland van Balt") is een havenplaats en grootste plaats op Unst, Shetland (Schotland). Het dorp ligt halverwege de oostkust van het eiland aan de beschutte baai Balta Sound.
Vanaf 1799 was Baltasound een haven voor walvisvaarders.
Vóór 1905 was Baltasound een van de belangrijkste vissersplaatsen wat betreft de haringvangst. In 1902 was deze zelfs groter dan de vangst van de Shetlandse hoofdstad Lerwick.
St John's Kirk werd in 1959 gebouwd op de fundamenten van de kerk uit 1827.
Baltasound heeft het meest noordelijke Britse postkantoor sinds de sluiting in 1999 van het postkantoor in Haroldswick. 
Baltasound Airport, ook Unst Airport genoemd, dat enkel voor noodgevallen wordt gebruikt, is het meest noordelijk gelegen Britse vliegveld. Het vliegveld ten oosten van het dorp is een voormalige RAF vliegbasis die later als civiel vliegveld tot zijn sluiting in 1996 voor vluchten voor de offshore olieindustrie werd ingezet. Deze trafiek verhuisde dat jaar naar Scatsta Airport, veertig kilometer zuidwestelijker gelegen, op Mainland wat voor bereikbaarheid op de grond ook twee ferryverbindingen minder vergt.

## Externe links

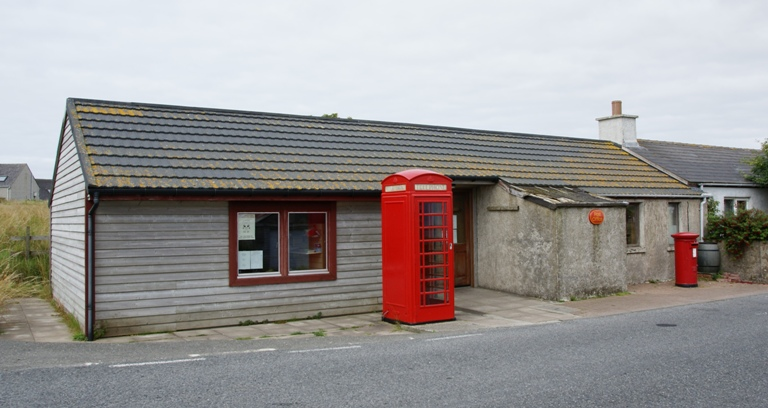
Baltasound: het meest noordelijke Britse postkantoor.